# Carl Orlowski
Pour les articles homonymes, voir Orlowski.
Carl Orlowski, né le 28 juillet 1851 à Bredinken (en) (province de Prusse-Orientale) et mort le 4 octobre 1913 à Allenstein (même province), est un propriétaire terrien et un homme politique allemand, membre du parti Zentrum. Il siège au Reichstag de l'Empire allemand de février 1911 à 1912.

## Biographie
Après une scolarité à l'école supérieure pour jeunes garçons d'Allenstein, Orlowski effectue son service militaire de 1871 à 1874 au sein du régiment des Gardes du Corps de l'Armée prussienne. En 1878, il acquiert le domaine Wagten dans l'arrondissement de Braunsberg, mais il le vend l'année suivante pour acquérir le domaine seigneurial de Kutzborn (en). Orlowski est membre de la Chambre d'agriculture et du conseil de l'arrondissement rural d'Allenstein.
En février 1911, Orlowski remporte l'élection complémentaire du 9e circonscription du district de Königsberg et siège comme député au Reichstag de l'Empire allemand pour le parti Zentrum jusqu'à la fin de la législature en 1912.